# Специализантът
„Специализантът“ (на английски: The Resident) е американски сериал, който дебютира на 21 януари 2018 г. по Fox.
На 19 май 2020 г. сериалът е подновен за четвърти сезон, който започва на 12 януари 2021 г. През май 2021 г. сериалът е подновен за пети сезон, чиято премиера е на 21 септември 2021 г. През май 2022 е подновен за шести сезон, който започва на 20 септември 2022 г През април 2023 г. сериалът е спрян след шест сезона.

## Актьорски състав
- Мат Зукри – Конрад Хоукинс
- Емили Ванкамп – Николет „Ник“ Невин
- Маниш Даял – Девън Правеш
- Шануне Рене Уилсън – Мина Окафор
- Брус Грийнууд – Рандолф Бел
- Моран Атиас – Рената Морали (сезон 1)
- Мерин Дънги – Клеър Торп (сезон 1)
- Мелина Канакаридис – Лейн Хънтър (сезон 1, гостуващ в сезон 2)
- Малкълм-Джамал Уорнър – Ей Джей „Раптор“ Остин (сезон 2, периодичен в сезон 1)
- Глен Моршауър – Маршъл Уинтроп (сезон 2; периодичен в сезон 1)
- Джейн Лийвс – Кит Вос (сезон 2)
- Морис Честнът – Барет Кейн (сезон 3)

## „Специализантът“ в България
В България сериалът започва излъчване на 29 март 2018 г. по Фокс Лайф. На 15 януари 2019 г. започва втори сезон. На 14 януари 2020 г. започва трети сезон. На 23 март 2021 г. започва четвърти сезон. Пети сезон стартира на 22 февруари 2022 г. Шести сезон започва на 10 януари 2023, всеки вторник от 22:00. Последният епизод е излъчен на 4 април. Дублажът е на Андарта Студио. Ролите се озвучават от артистите Ева Демирева до шестнайсети епизод от трети сезон, Ани Василева от седемнайсети епизод от трети сезон до шести сезон, Елена Русалиева в първи сезон, Петя Абаджиева от втори до шести сезон, Никола Стефанов, Николай Николов и Момчил Степанов. В пети сезон Ани Василева е заместена от Никол Карабинова.